# Madoce condecoralis
Madoce condecoralis är en fjärilsart som beskrevs av Walker 1865. Madoce condecoralis ingår i släktet Madoce och familjen nattflyn. Inga underarter finns listade i Catalogue of Life.